# Tro-Tro
Tro tro (auch trotro, andere Bezeichnungen mammy lorry, mammi bus oder poda-poda) ist ein im westafrikanischen Ghana viel genutztes und preiswertes Sammeltaxi. Das Transportmittel für Personen und kleinere Frachten ist ein zweckmäßig umgebauter und dicht bestuhlter Lieferwagen oder Kleinbus, der je nach Fahrzeugtyp für 16 oder mehr Personen ausgelegt ist. Das „Buschtaxi“ ist das billigste Personentransportmittel in Ghana und bildet das Rückgrat des öffentlichen Personenverkehrs.
Unter verschiedenen landestypischen Bezeichnungen verkehren ähnliche Fahrzeuge in den meisten Ländern Afrikas.

## Herkunft und Bedeutung der Bezeichnung Tro-Tro
Tro tro ist aus der Sprache der Akan entlehnt und bedeutet wörtlich „drei-drei“. Es bezieht sich auf den früheren Fahrpreis von drei Pesewas. Die Doppelung des Wortes betont dessen Bedeutung für eine konkrete Sache.

## Erste Generation

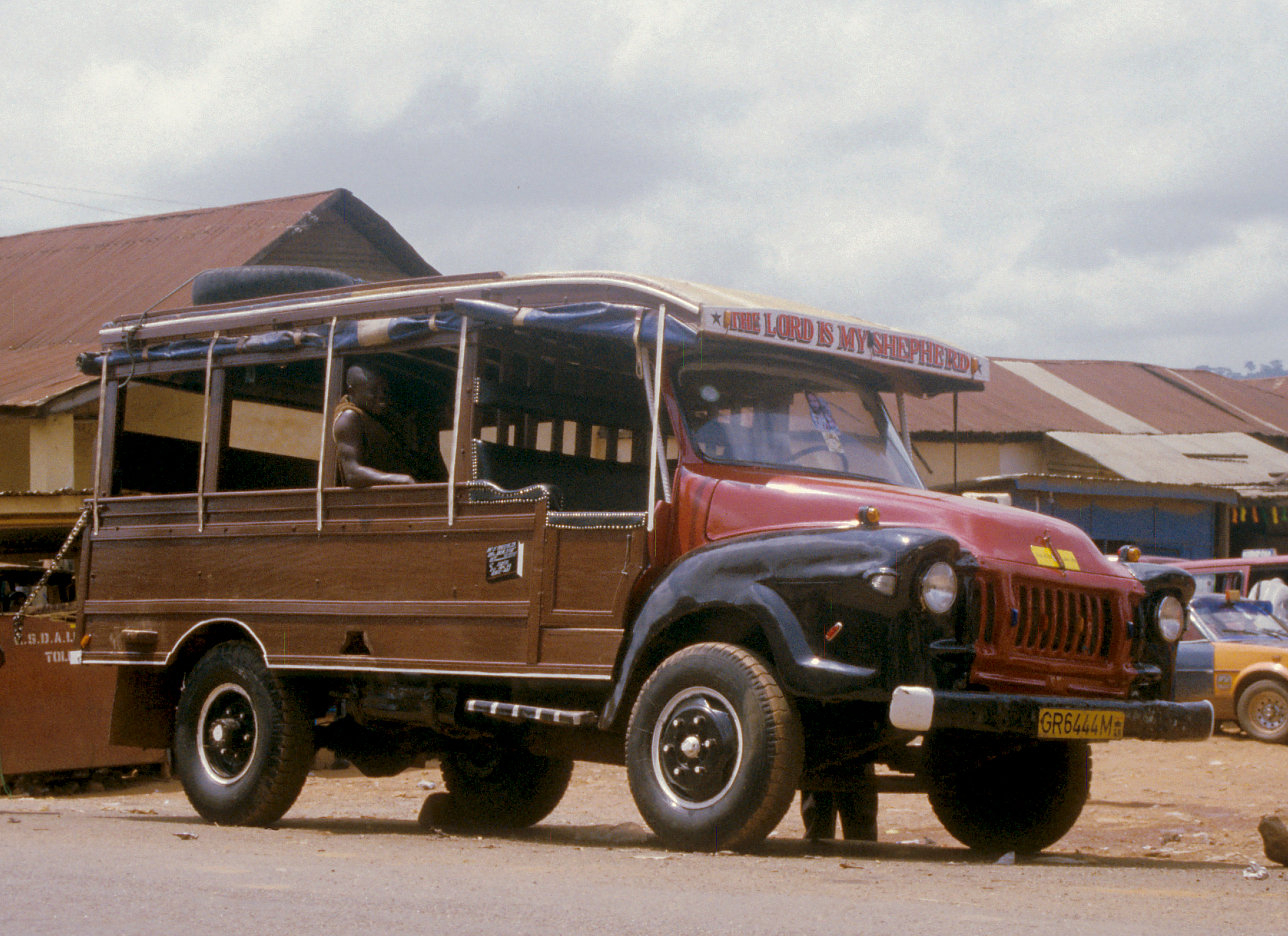
Alter Bedford Typ J1 als Tro-Tro in Ghana.

Die erste Generation von Tro tro waren Lieferwagen des Typs J1 der britischen Firma Bedford, die in den Jahren 1948–1959 aus der damaligen Kolonialmacht Großbritannien nach Ghana importiert worden waren. Später, im Jahr 1959, nahm in dem damals von einem kleinen Fischerdorf zum Seehafen- und Industriestandort aufgestiegenen Tema die Bedford Corp. ein Montagewerk in Betrieb. Es mussten somit nur noch die Einzelteile geliefert werden um dann vor Ort montiert zu werden. Die Montage erfolgte lediglich bis zur Rohchassis, die sich nur aus Fahrgestell mit Antriebs- und Getriebeeinheit nebst Motorhaube und vorderen Kotflügeln sowie dem Armaturenbrett und den Steuerelementen zusammensetzte.
Der wuchtige offene Kastenaufbau mit Sitzen und dem typischen, weit nach vorne ausladenden Sonnendach wurde in zahlreichen Kleinwerkstätten von einheimischen Handwerkern bewerkstelligt. Die Kastenkonstruktion bestand dabei vollständig aus einheimischen Hölzern und wurde bunt bemalt. Das Stirnblatt der Sonnenblende, die Seitenflächen sowie die rückwärtige Bordwand versah man, wie heute noch vielfach auch in anderen Ländern der südlichen Hemisphäre üblich, mit Sinnsprüchen. Diese Slogans waren und sind zumeist religiöse Sprüche, sowohl in Englisch als auch lokalen Sprachen und besonders im Norden Ghanas in Arabisch geschrieben. Aber auch Sprichwörter oder humorvolle Anspielungen auf das Gefährt selbst oder dessen Fahrer werden häufig in kunstvoll-manieristischer Weise aufgemalt.
Das Montagewerk in Tema wurde im Juli 1966 geschlossen, nachdem die Produktion und damit der Import der Bedford Lorries eingestellt worden waren.
Die Bedford-Lorries mit ihren durchgehenden Holzbänken und Holzplanken als Begrenzung des Nutzraumes waren ursprünglich für zehn Passagiere ausgelegt, in der Regel jedoch mit bis zu 20 Personen überbesetzt, dazu Gepäck und Kleinfracht. Die geringe Stabilität des Holzaufbaus ließ den Passagieren bei Kollisionen und Überschlagunfällen kaum eine Überlebenschance. Oft waren bei Unfällen viele Tote und Schwerstverletzte zu beklagen. Aus diesem Grund erlosch für die alten Bedfords Anfang der neunziger Jahre die Zulassung für den kommerziellen Personentransport. Heute begegnet man nur noch selten einem alten Mammy Lorry als Lastenfahrzeug, sie sind so gut wie verschwunden von den Straßen Ghanas. Erhaltene Holzaufbauten finden mancherorts noch eine praktische Verwendung, zum Beispiel als Verkaufsstand für Fast-Food.

## Importierte gebrauchte Lieferwagen ersetzten die alten Mammies
Ende der 1960er Jahre führte man dann in zunehmendem Maße gebrauchte Lieferwägen aus Europa ein, welche die in die Jahre gekommenen Bedfords ablösten. In den achtziger und neunziger Jahren waren es vor allem Lieferwägen aus japanischer Produktion für kleine Mammy Lorries und Mercedes-Benz T2-Modelle für längere Strecken.
Auch deren Innenausbau wurde von vielen Kleinwerkstätten nahezu einheitlich gestaltet. Die japanischen Mammies wurden mit vier Sitzreihen von je drei bis vier gepolsterten Plätzen versehen, wobei der Durchgang an der Seite der Schiebetür zusätzlich mit Klappsitzen versehen wurde. Die geringe Beinfreiheit ist für westliche Vorstellungen von Reisekomfort sehr unangenehm, selbst eine Person von durchschnittlicher Körperlänge wird mit der Kniescheibe gegen die harte Rücklehnenplatte der Vorderreihe drücken. Neben dem Fahrer finden noch zwei weitere Fahrgäste Platz. Hinter der letzten Sitzreihe bleibt ein schmaler Raum für Fracht und Gepäck, das zusätzlich auch unter den Sitzgestellen sowie vielfach auch auf Dachgepäckträgern verstaut wird. Meistens werden auch die originalen Seitenfenster gegen längliche Schiebefenster ersetzt, um eine ausreichende Durchlüftung des Fahrgastraumes zu gewährleisten. Im tropisch-feuchtheißen Klima Ghanas eine wichtige Sache.

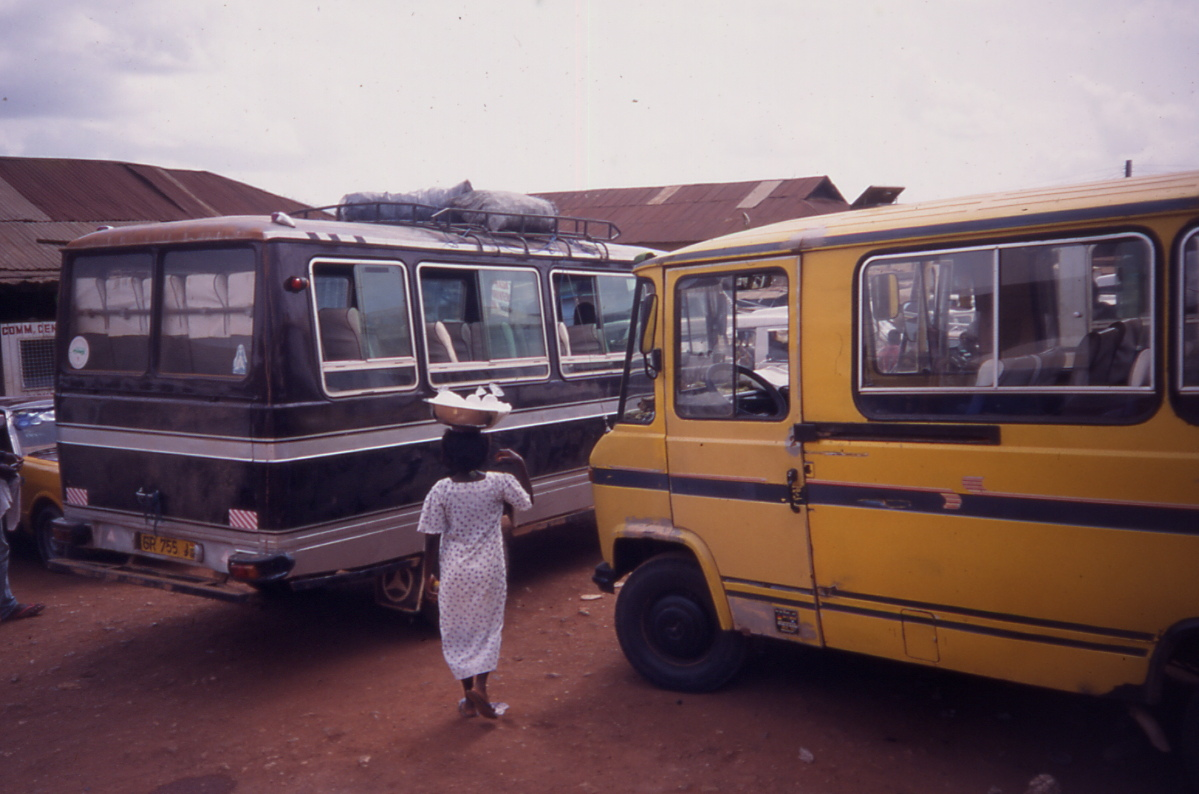
Eine Kurz- und eine Langversion eines Mammy Lorry Typ MB T2. Beide mit niedrigem Dach, auch Modelle mit erhöhtem Dach werden genutzt. Links erkennt man die Klappe des Frachtraums, der sich unterhalb der letzten Sitzreihe befindet. Das gelbe Modell rechts lässt sich anhand der Lackierung und der Schiebetür an der Fahrerseite als früheres Paketzustellfahrzeug der Bundespost identifizieren. Rechts unten an der Schiebetür sichtbar das aufgemalte Schild mit Name und Anschrift des Fahrzeughalters. Die Frau in der Mitte verkauft Plastikbeutel mit Trinkwasser.

Auch der Ausbau der T2-Transporter ist mehr oder weniger einheitlich, je nachdem, ob kurze oder lange Chassis, zum Beispiel mit vier Sitzreihen à zwei Sitzen auf jeder Seite des Mittelgangs und einer durchgehenden Sitzbank ganz hinten, die typischerweise erhöht ist um darunter einen relativ großen Kofferraum mit Heckklappe zu erhalten. Das stabile und hohe Fahrgestell der T2-Transporter macht diese besonders geeignet für die unbefestigten und nach Regenfällen nicht selten sumpfigen Nebenstrecken.
Genau wie die alten Bedford Lorries sind auch die nachfolgenden Modelltypen vielfach mit phantasievoll aufgemalten Sprüchen und Verzierungen versehen.

## Tro tro heute

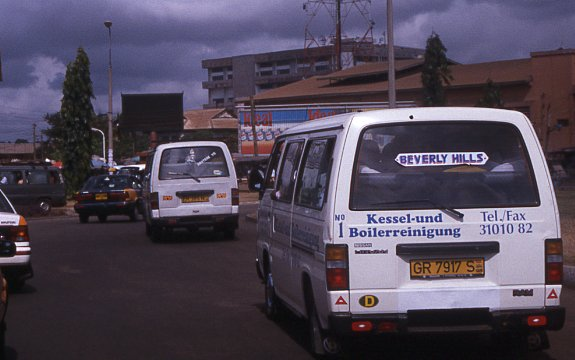
Oft begegnet man als Besucher aus Europa vertrauten Fahrzeugen.

Unübersehbar beherrschen seit einigen Jahren zunehmend die Mercedes-Benz Transporter vom Typ T1 und auch schon die Sprinter das Bild auf Ghanas Tro-Tro-Stationen. Der Innenausbau unterscheidet sich nicht wesentlich von den vorher genannten Typen. Auffällig ist dagegen der nachlassende Humor- und Kunstsinn bei der äußeren Dekoration. Vielfach findet sich nur noch die ursprüngliche Lackierung, wenn nicht gar einfach die Firmenbeschriftung der importierten Nutzfahrzeuge belassen wird. So begegnen dem Besucher aus Europa nicht selten Tro-Tros mit rotem Kreuz, signalroten Streifen und Blaulichtern und sogar Lieferwagen von Firmen aus der Heimat.

## Transportprinzip

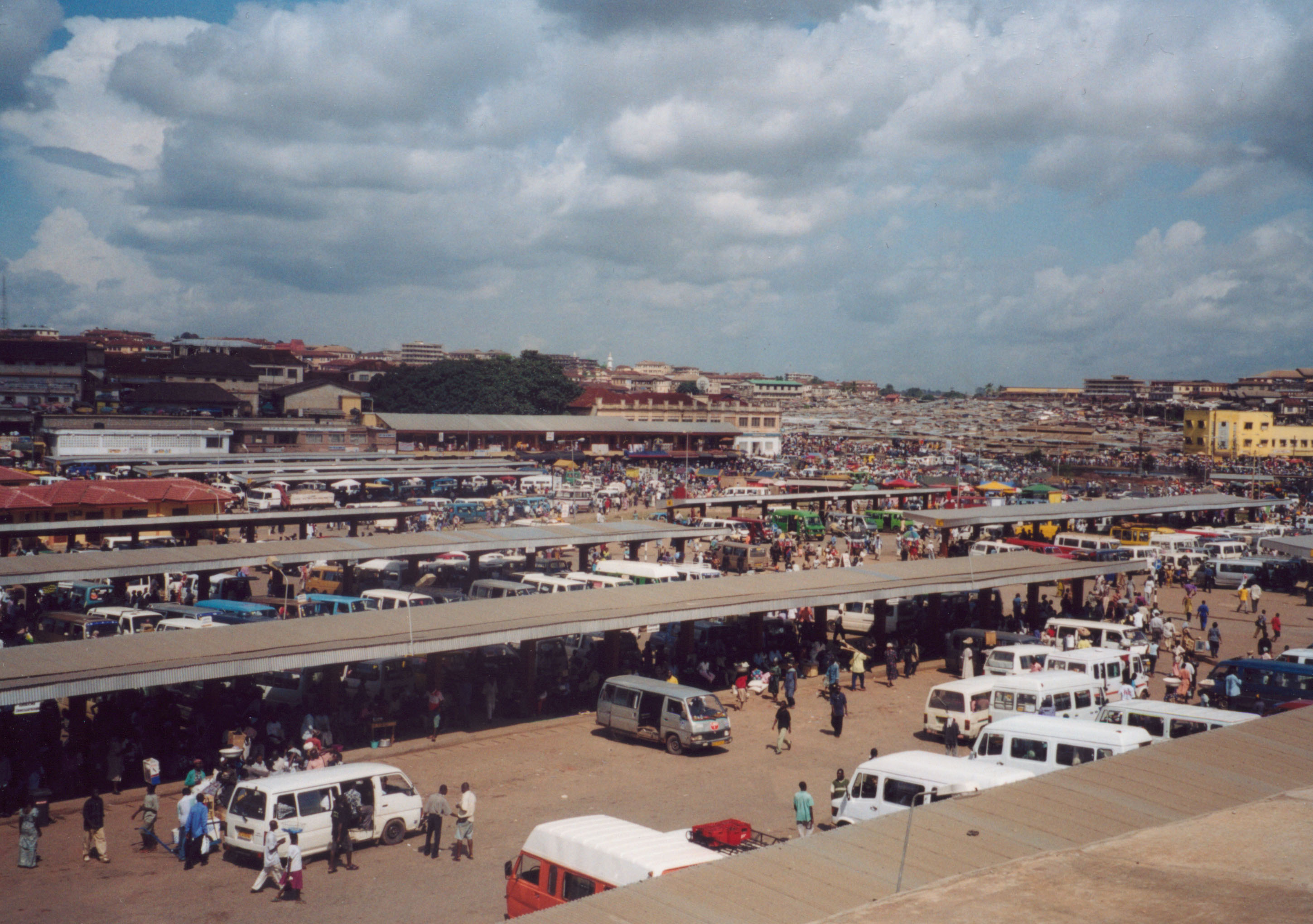
Die zentrale Tro tro-Station in Kumasi.

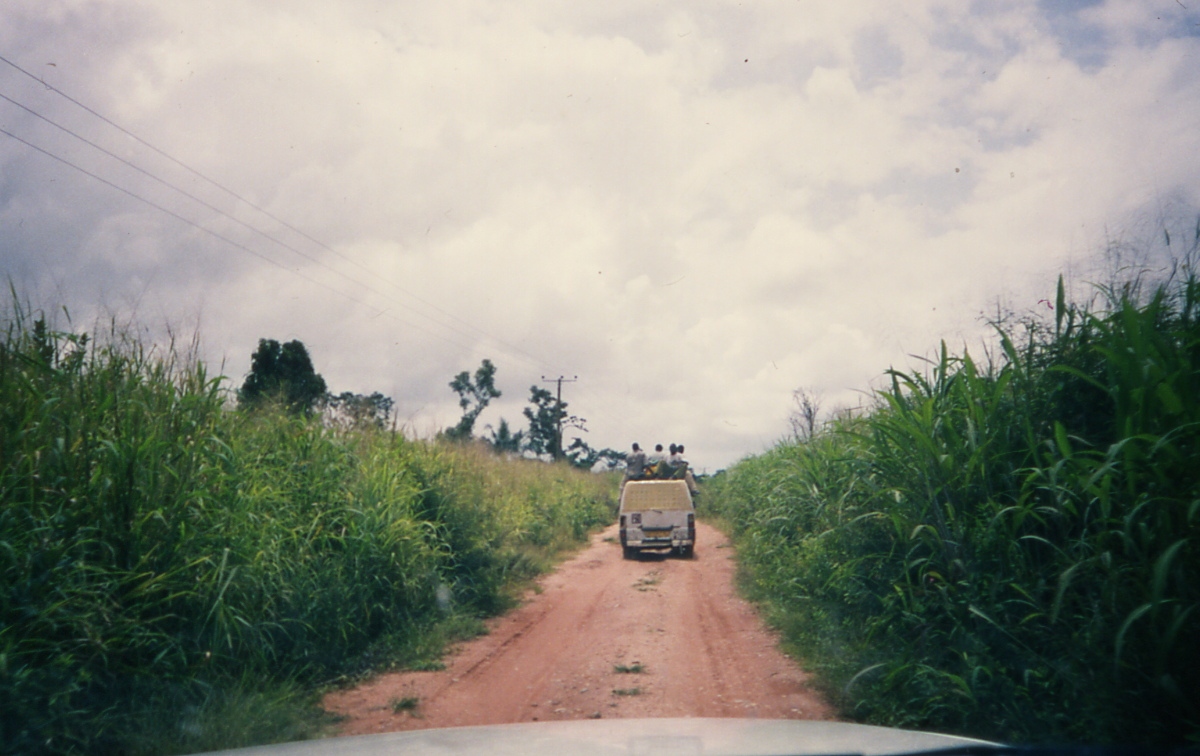
Im ländlichen Raum sind polizeiliche Kontrollen weniger häufig: Die Transportkapazität wird beim knappen Angebot in den dünn besiedelten Gebieten erhöht.

Tro tro bedienen unterschiedlich weite Strecken. Sie fahren sowohl ausschließlich innerörtliche Touren als auch Umland-, Regional- wie auch Fernstrecken, sogar bis über die Grenzen der Nachbarstaaten. Sie bilden das preisgünstige Rückgrat des Personenverkehrs in Ghana. Der Fahrpreis ist fix und richtet sich nach der Entfernung. Es wird gewöhnlich kurz nach dem Zustieg von einem mitfahrenden Kassierer oder vom Fahrer selbst kassiert. In vielen Regionen (zum Beispiel in Kwahu – Nkawkaw) ist der Tro-Tro-Betrieb auch institutionalisiert. Hier löst man vor Reiseantritt einen Fahrschein an einem Verkaufsstand.
Ein Tro tro fährt meistens erst dann vom Startpunkt ab, wenn sämtliche Plätze belegt sind. Auf stark frequentierten Routen füllt sich das Fahrzeug meist sehr schnell, gelegentlich bilden sich sogar Warteschlangen. Dagegen kann es auf weniger nachgefragten Routen oder zu bestimmten Tageszeiten auch sehr lange dauern – eine halbe Stunde und auch noch viel länger – bis sich das Trotro gefüllt hat und losfährt.

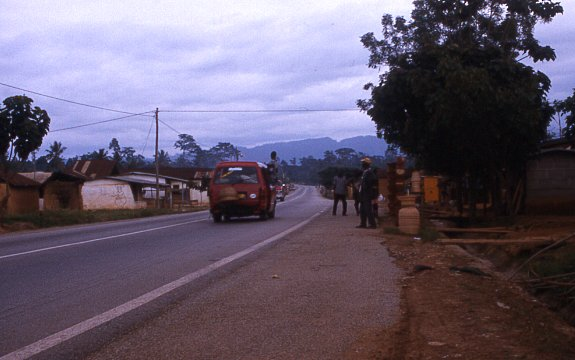
Der Kassierer eines Tro-Tros ruft an einer Durchgangsstraße die Fahrtroute aus.

Praktisch jede Stadt und größere Ortschaft unterhält eine unterschiedlich ausgebaute Tro tro-Station, teilweise mit überdachten Wartehäusern. Entweder sind die Fahrzeuge selbst oder die Parkpositionen mit Schildern versehen, die das Fahrziel und ggf. die Route anzeigen. Ein fester Fahrplan existiert nicht, vielmehr hängt die Abfahrt davon ab, wann das Fahrzeug voll besetzt ist; nur so ist der Betrieb kostendeckend. Üblicherweise werden die Plätze an den Fenstern und neben dem Fahrer bevorzugt. Prinzipiell hält ein solches Sammeltaxi an jedem gewünschten Punkt auf der Route, der vorher dem Fahrer mitgeteilt werden muss, ebenso kann man durch Winken am Straßenrand den Mitfahrwunsch äußern. Fährt es ohne anzuhalten durch, dann ist es voll besetzt. An etablierten Haltestellen wird die Route oftmals auch vom mitfahrenden Kassierer („mate“) ausgerufen.
Längere Überlandfahrten werden manchmal an Raststätten unterbrochen um den Fahrgästen die Gelegenheit zur Toilette und zum Kauf von Getränken und Snacks zu geben. Aber auch bei Halten an Ampeln oder im Stau werden die Wagen vielfach von Straßenhändlern umlagert, die Trinkwasser, Obst und anderes feilbieten.
Unter den Fahrgästen ist ein pragmatischer Gemeinsinn üblich. Beim Aus- und Zustieg neuer Mitfahrer müssen einige das Fahrzeug verlassen, um den Weg zu den Plätzen freizugeben, dabei bietet man beispielsweise Müttern mit kleinen Kindern Plätze auf den breiten Bänken statt auf Klappsitzen an, manchmal nehmen Fahrgäste auch Gepäckstücke von anderen auf ihren Schoß, wenn jeglicher Stauraum bereits belegt ist.

## Technischer Zustand und Unfälle

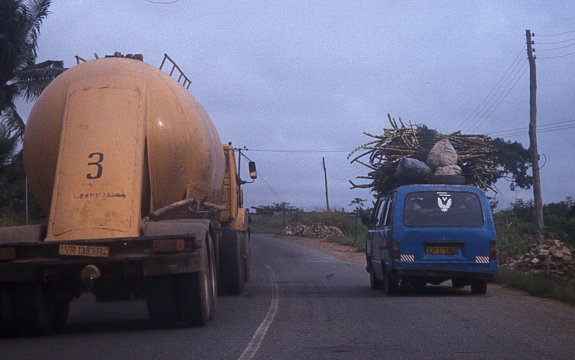
Gefährliche Überladung im Zusammenspiel mit schlechten Straßen und unvorsichtiger Fahrweise führt zu häufigen Unfällen mit zahlreichen Personenopfern.

Erst in den letzten Jahren haben die zuständigen Behörden auf die hohe Unfallträchtigkeit dieses Verkehrsmittels mit strengeren technischen Inspektionen und Fahrerkontrollen reagiert. Haben die meisten der eingeführten Gebrauchtfahrzeuge schon in Europa wegen ihres technischen Zustandes ihre Zulassung verloren, so führen die notorische Überladung und der außerhalb der großen Städte schlechte Straßenzustand rasch zum zusätzlichen Verschleiß des Fahrwerks, insbesondere der Stoßdämpfer, die ein Fahrzeug bei schneller Kurvenfahrt unkontrollierbar werden lassen. Vielfach findet man Fahrzeuge, deren Türen nur noch durch Stricke oder dgl. gesichert werden. Die ohnehin geringen Gewinnmargen verleiten die Tro-Tro-Besitzer dazu, immer Vollgas zu fahren, um möglichst viele Touren durchzubringen („time is money“ ist ein häufiger Leitspruch auf den Tro tro).
Ghanaische Zeitungen berichteten mehrfach über das Problem alkoholisierter Taxi- und Tro tro-Fahrer. Schwere Unfälle enden aufgrund der Überfüllung mit Fahrgästen und Fracht oft tragisch mit vielen Toten und Schwerverletzten. Entlang der Schnellstraßen beobachtet man häufig verunglückte Tro tro. Da die Fahrzeugwracks vor Ort ausgeschlachtet werden, bleiben manchmal verbogene und vom Rost zerfressene Fahrzeugreste zurück.
Heute müssen sich die Tro tro regelmäßigen technischen Inspektionen unterziehen, ein Zulassungs- und Versicherungsetikett muss auf der Frontscheibe angebracht sein. An der Fahrertür weist eine Beschriftung den Eigentümer des Fahrzeuges mit dessen Postanschrift aus.

## Besonderheiten
In den größeren Überland-Lorries werden die Fahrgäste gelegentlich von christlichen Predigern mit inbrünstigen religiösen Ansprachen beglückt. Ein Obolus wird erwartet.